# 杰奎琳·利马
杰奎琳·利馬（葡萄牙語：Jaqueline Lima，2001年4月23日—），巴西女子羽毛球運動員。

## 簡歷

### 2017年 巴西羽球赛女双夺冠
2017年2月，杰奎琳·利馬代表巴西参加多米尼加聖多明哥举办的泛美洲羽毛球錦標賽，助巴西队赢得混合團體亚军。同年3月，她分别與薩米亞·利馬以及法布里西奥·法里亚斯出戰巴西羽毛球國際賽，在女双決賽以2比1（14-21、21-19、21-15）擊敗隊友Thalita Correa/Paloma Eduarda Da Silva，赢得成年组国际赛事的冠军，亦是她赢得首个國際挑戰賽女双冠军；而混双準決賽以1比2（22-24、21-10、12-21）不敵隊友、兼3號種子的乌戈·亚瑟索/法比安娜·席尔瓦。同年4月，她与薩米亞·利馬出战秘魯羽毛球國際挑戰賽，在女双决赛以0比2（19-21、20-22）不敌赛会头号种子、东道主的丹妮拉·马西亚斯/西村丹妮卡，赢得亚军。

### 2018年
2018年2月，杰奎琳·利馬与法布里西奥·法里亚斯出战北港羽毛球國際賽，在混双决赛以0比2（6-21、25-27）不敌赛会3号种子、新西兰的Maika Phillips/阿諾娜·白，赢得亚军。同年4月，她出战阿根廷羽毛球國際賽，在女单决赛以2比0（21-15、21-18）击败了美国的Ruhi Raju，赢得成年组国际赛事的冠军，亦是她赢得首个未來系列賽女单冠军；此外，还与搭档法布里西奥·法里亚斯的混双决赛以2比0（21-19、21-15）击败了赛会2号种子、美国的Ricky Liuzhou/安吉拉·張，赢得成年组国际赛事的冠军，夺得首个未來系列賽混双冠军。同年7月，她代表巴西参加本国举办的美洲青年羽毛球錦標賽，助巴西队赢得混合團體银牌；此外，还与青年期薩米亞·利馬的女双準決賽以0比2（11-21、15-21）不敌加拿大强档的Crystal Lai/張文玉，赢得美青赛女双铜牌。同年9月，她出战墨西哥羽毛球國際賽，在女单準决赛以0比2（19-21、18-21）不敌赛会3/4号种子、古巴的塔希瑪拉·奧羅佩薩；此外，还与搭档法布里西奥·法里亚斯的混双準决赛以0比2（15-21、18-21）不敌赛会3/4号种子、印度的文卡特·戈拉夫·普拉萨德/茱希·迪万根。同期9月，她与法布里西奥·法里亚斯出战危地馬拉羽毛球國際系列賽，在混双準决赛以1比2（18-21、21-15、13-21）不敌赛会头号种子、古巴的利奥丹尼斯·马丁内斯·帕拉西奥/塔希玛拉·奥罗佩萨·普波。

## 主要比賽成績
只列出曾進入準決賽的國際賽事成績：
| 年份   | 賽事                         | 公開賽級別 | 項目     | 拍檔                | 成績   |
| ------ | ---------------------------- | ---------- | -------- | ------------------- | ------ |
| 2015年 | 泛美洲青年羽毛球錦標賽       | 其他       | 混合團體 | －                  | 亞軍   |
| 2016年 | 泛美洲青年羽毛球錦標賽       | 其他       | 混合團體 | －                  | 亞軍   |
| 2017年 | 泛美洲羽毛球錦標賽           | 其他       | 混合團體 | －                  | 亞軍   |
| 2017年 | 巴西羽毛球國際賽             | 國際挑戰賽 | 女子雙打 | 薩米亞·利馬         | 冠軍   |
| 2017年 | 巴西羽毛球國際賽             | 國際挑戰賽 | 混合雙打 | 法布里西奥·法里亚斯 | 準決賽 |
| 2017年 | 秘魯羽毛球國際挑戰賽         | 國際挑戰賽 | 女子雙打 | 薩米亞·利馬         | 亞軍   |
| 2017年 | 泛美洲青年羽毛球錦標賽       | 其他       | 混合團體 | －                  | 季軍   |
| 2018年 | 北港羽毛球國際賽             | 未來系列賽 | 混合雙打 | 法布里西奥·法里亚斯 | 亞軍   |
| 2018年 | 阿根廷羽毛球國際賽           | 未來系列賽 | 女子單打 | －                  | 冠軍   |
| 2018年 | 阿根廷羽毛球國際賽           | 未來系列賽 | 混合雙打 | 法布里西奥·法里亚斯 | 冠軍   |
| 2018年 | 泛美洲青年羽毛球錦標賽       | 其他       | 混合團體 | －                  | 亞軍   |
| 2018年 | 泛美洲青年羽毛球錦標賽       | 其他       | 女子雙打 | 薩米亞·利馬         | 季軍   |
| 2018年 | 墨西哥羽毛球國際賽           | 國際系列賽 | 女子單打 | －                  | 準決賽 |
| 2018年 | 墨西哥羽毛球國際賽           | 國際系列賽 | 混合雙打 | 法布里西奥·法里亚斯 | 準決賽 |
| 2018年 | 危地馬拉羽毛球國際系列賽     | 國際系列賽 | 混合雙打 | 法布里西奥·法里亚斯 | 準決賽 |
| 2018年 | 青年奧林匹克運動會羽毛球比賽 | 其他       | 混合團體 | －                  | 銅牌   |
| 2018年 | 聖多明哥羽毛球公開賽         | 國際系列賽 | 混合雙打 | 法布里西奥·法里亚斯 | 亞軍   |
| 2019年 | 泛美洲羽毛球混合團體錦標賽   | 其他       | 混合團體 | －                  | 季軍   |
| 2019年 | 牙買加羽毛球國際賽           | 國際系列賽 | 混合雙打 | 法布里西奥·法里亚斯 | 準決賽 |
| 2019年 | 泛美洲羽毛球錦標賽           | 其他       | 女子雙打 | 薩米亞·利馬         | 季軍   |
| 2019年 | 泛美洲羽毛球錦標賽           | 其他       | 混合雙打 | 法布里西奥·法里亚斯 | 亞軍   |
| 2019年 | 秘魯羽毛球國際賽             | 國際系列賽 | 女子雙打 | 薩米亞·利馬         | 亞軍   |
| 2019年 | 秘魯羽毛球國際賽             | 國際系列賽 | 混合雙打 | 法布里西奥·法里亚斯 | 亞軍   |
| 2019年 | 泛美洲青年羽毛球錦標賽       | 其他       | 混合團體 | －                  | 季軍   |
| 2019年 | 泛美運動會羽毛球比賽         | 其他       | 女子雙打 | 薩米亞·利馬         | 銅牌   |
| 2019年 | 泛美運動會羽毛球比賽         | 其他       | 混合雙打 | 法布里西奥·法里亚斯 | 銅牌   |
| 2019年 | 巴西羽毛球未來系列賽         | 未來系列賽 | 女子單打 | －                  | 亞軍   |
| 2019年 | 巴西羽毛球未來系列賽         | 未來系列賽 | 女子雙打 | 薩米亞·利馬         | 冠軍   |
| 2019年 | 巴西羽毛球未來系列賽         | 未來系列賽 | 混合雙打 | 法布里西奧·法里亞斯 | 冠軍   |
| 2019年 | 加勒比地區羽毛球聯合會國際賽 | 國際系列賽 | 混合雙打 | 法布里西奧·法里亞斯 | 準決賽 |
| 2019年 | 墨西哥羽毛球國際賽           | 國際系列賽 | 混合雙打 | 法布里西奧·法里亞斯 | 亞軍   |
| 2019年 | 危地馬拉羽毛球國際系列賽     | 國際系列賽 | 女子雙打 | 薩米亞·利馬         | 冠軍   |
| 2019年 | 危地馬拉羽毛球國際系列賽     | 國際系列賽 | 混合雙打 | 法布里西奧·法里亞斯 | 冠軍   |
| 2019年 | 巴西羽毛球國際系列賽         | 國際系列賽 | 女子單打 | －                  | 冠軍   |
| 2019年 | 巴西羽毛球國際系列賽         | 國際系列賽 | 女子雙打 | 薩米亞·利馬         | 冠軍   |
| 2019年 | 巴西羽毛球國際系列賽         | 國際系列賽 | 混合雙打 | 法布里西奥·法里亚斯 | 冠軍   |
| 2019年 | 聖多明哥羽毛球公開賽         | 國際系列賽 | 女子單打 | －                  | 準決賽 |
| 2019年 | 聖多明哥羽毛球公開賽         | 國際系列賽 | 女子雙打 | 薩米亞·利馬         | 冠軍   |
| 2019年 | 聖多明哥羽毛球公開賽         | 國際系列賽 | 混合雙打 | 法布里西奥·法里亚斯 | 冠軍   |
| 2019年 | 美國羽毛球國際挑戰賽         | 國際挑戰賽 | 女子雙打 | 薩米亞·利馬         | 準決賽 |
| 2020年 | 泛美洲羽毛球男女子團體錦標賽 | 其他       | 女子團體 | －                  | 季軍   |
| 2021年 | 巴西羽毛球國際系列賽         | 國際系列賽 | 女子單打 | －                  | 亞軍   |
| 2021年 | 巴西羽毛球國際系列賽         | 國際系列賽 | 女子雙打 | 薩米亞·利馬         | 冠軍   |
| 2021年 | 巴西羽毛球國際系列賽         | 國際系列賽 | 混合雙打 | 法布里西奥·法里亚斯 | 冠軍   |
| 2021年 | 多明尼加羽毛球公開賽         | 未來系列賽 | 女子雙打 | 薩米亞·利馬         | 冠軍   |
| 2021年 | 多明尼加羽毛球公開賽         | 未來系列賽 | 混合雙打 | 法布里西奥·法里亚斯 | 冠軍   |
| 2022年 | 泛美洲羽毛球男女子團體錦標賽 | 其他       | 女子團體 | －                  | 季軍   |
| 2022年 | 墨西哥羽毛球國際挑戰賽       | 國際挑戰賽 | 女子雙打 | 薩米亞·利馬         | 準決賽 |
| 2022年 | 墨西哥羽毛球國際挑戰賽       | 國際挑戰賽 | 混合雙打 | 法布里西奥·法里亚斯 | 準決賽 |
| 2022年 | 巴西羽毛球國際系列賽         | 國際系列賽 | 女子雙打 | 薩米亞·利馬         | 冠軍   |
| 2022年 | 巴西羽毛球國際系列賽         | 國際系列賽 | 混合雙打 | 法布里西奧·法里亞斯 | 準決賽 |
| 2022年 | 秘魯羽毛球國際系列賽         | 國際系列賽 | 女子雙打 | 薩米亞·利馬         | 冠軍   |
| 2022年 | 秘魯羽毛球國際系列賽         | 國際系列賽 | 混合雙打 | 法布里西奧·法里亞斯 | 冠軍   |
| 2023年 | 泛美洲羽毛球混合團體錦標賽   | 其他       | 混合團體 | －                  | 季軍   |
| 2023年 | 泛美洲羽毛球錦標賽           | 其他       | 混合雙打 | 法布里西奥·法里亚斯 | 季軍   |
| 2023年 | 墨西哥羽毛球國際挑戰賽       | 國際挑戰賽 | 混合雙打 | 法布里西奧·法里亞斯 | 準決賽 |
| 2023年 | 聖多明哥羽毛球公開賽         | 國際系列賽 | 女子雙打 | 薩米亞·利馬         | 亞軍   |
| 2023年 | 聖多明哥羽毛球公開賽         | 國際系列賽 | 混合雙打 | 法布里西奧·法里亞斯 | 準決賽 |
| 2023年 | 巴西羽毛球國際系列賽         | 國際系列賽 | 女子雙打 | 薩米亞·利馬         | 冠軍   |
| 2023年 | 巴西羽毛球國際系列賽         | 國際系列賽 | 混合雙打 | 法布里西奧·法里亞斯 | 準決賽 |
| 2023年 | 危地馬拉羽毛球國際挑戰賽     | 國際挑戰賽 | 女子雙打 | 薩米亞·利馬         | 準決賽 |
| 2023年 | 秘魯羽毛球國際挑戰賽         | 國際挑戰賽 | 女子雙打 | 薩米亞·利馬         | 亞軍   |
| 2024年 | 伊朗羽毛球國際挑戰賽         | 國際挑戰賽 | 女子雙打 | 薩米亞·利馬         | 冠軍   |
| 2024年 | 伊朗羽毛球國際挑戰賽         | 國際挑戰賽 | 混合雙打 | 法布里西奥·法里亚斯 | 準決賽 |
| 2024年 | 泛美洲羽毛球男女子團體錦標賽 | 其他       | 女子團體 | －                  | 季軍   |
| 2024年 | 泛美洲羽毛球錦標賽           | 其他       | 女子雙打 | 薩米亞·利馬         | 季軍   |
| 2024年 | 泛美洲羽毛球錦標賽           | 其他       | 混合雙打 | 法布里西奧·法里亞斯 | 季軍   |
| 2024年 | 秘魯羽毛球國際系列賽         | 國際系列賽 | 女子雙打 | 薩米亞·利馬         | 冠軍   |
| 2024年 | 秘魯羽毛球國際系列賽         | 國際系列賽 | 混合雙打 | 法布里西奧·法里亞斯 | 亞軍   |
| 2024年 | 薩爾瓦多羽毛球國際賽         | 國際系列賽 | 女子雙打 | 薩米亞·利馬         | 冠軍   |
| 2024年 | 薩爾瓦多羽毛球國際賽         | 國際系列賽 | 混合雙打 | 法布里西奧·法里亞斯 | 亞軍   |
| 2024年 | 加拿大羽毛球國際挑戰賽       | 國際挑戰賽 | 女子雙打 | 薩米亞·利馬         | 準決賽 |
| 2024年 | 加拿大羽毛球國際挑戰賽       | 國際挑戰賽 | 混合雙打 | 法布里西奧·法里亞斯 | 冠軍   |
| 2025年 | 泛美洲羽毛球混合團體錦標賽   | 其他       | 混合團體 | －                  | 季軍   |
| 2025年 | 泛美洲羽毛球錦標賽           | 其他       | 女子雙打 | 薩米亞·利馬         | 季軍   |
| 2025年 | 泛美洲羽毛球錦標賽           | 其他       | 混合雙打 | 法布里西奥·法里亚斯 | 季軍   |

| 2007-2017年 | 首要超級賽 | 超級賽 | 黃金大獎賽 | 大獎賽 | 國際挑戰賽 | 國際系列賽 | 未來系列賽 | 其他 |

| 2018-2026年 | 總決賽 | 超級1000賽 | 超級750賽 | 超級500賽 | 超級300賽 | 超級100賽 | 國際挑戰賽 | 國際系列賽 | 未來系列賽 | 其他 |

### 奧運會和世錦賽參賽紀錄
|          | 搭檔                | 2021 | 2022 | 2023 |
| -------- | ------------------- | ---- | ---- | ---- |
| 女子雙打 | 薩米亞·利馬         | 32強 | 64強 | 32強 |
|          |                     |      |      |      |
| 混合雙打 | 法布里西奧·法里亞斯 | 64強 | 32強 | 64強 |